# Különleges közigazgatási terület

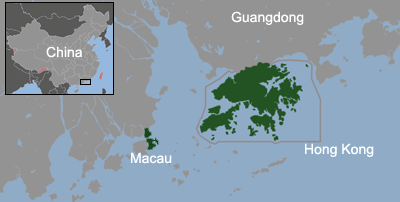
Kína különleges közigazgatási területei

A különleges közigazgatási terület a Kínai Népköztársaság tartományi szintű közigazgatási egységeinek egyik típusa, melynek létrehozására az 1982-es alkotmány 31. cikkelye adott lehetőséget.
Kínának két ilyen területe van, Hongkong és Makaó, melyek korábban brit, illetve portugál gyarmatok voltak. Mindkét különleges közigazgatási területnek saját alaptörvénye van (angolul Basic law), melyek alapján mindkét területet közvetlenül a Kínai Népköztársaság kormánya felügyeli, de nagy fokú autonómiával rendelkeznek.
Hongkongnak és Makaónak az egy ország – két rendszer elve alapján a Kínai Népköztársaság részeként sajátos politikai, jogi, gazdasági és pénzügyi rendszere van, mely azonban nem terjed ki a külpolitikára és a nemzetvédelemre (honvédelemre). Ugyanakkor a különleges közigazgatási területek saját útlevelet állítanak ki és maguk rendelkeznek a más országokkal szembeni vízumkövetelményekről is. Emellett a nemzetközi sportrendezvényeken a két terület külön képviselteti magát Hongkong, Kína, illetve Makaó, Kína néven.

## Fordítás
- Ez a szócikk részben vagy egészben  a   Special administrative region című angol Wikipédia-szócikk fordításán alapul.  Az eredeti cikk szerkesztőit annak laptörténete sorolja fel. Ez a jelzés csupán a megfogalmazás eredetét és a szerzői jogokat jelzi, nem szolgál a cikkben szereplő információk forrásmegjelöléseként.